# Emilia emilioides
Emilia emilioides là một loài thực vật có hoa trong họ Cúc. Loài này được (Sch.Bip.) C.Jeffrey mô tả khoa học đầu tiên năm 1986.